# Municipio de Upper Leacock
El municipio de Upper Leacock (en inglés, Upper Leacock Township) es un municipio del condado de Lancaster, Pensilvania, Estados Unidos. Tiene una población estimada, a mediados de 2021, de 8933 habitantes.

## Geografía
Está ubicado en las coordenadas 40°4′54″N 76°10′59″O / 40.08167, -76.18306 (40.08163, -76.183084).

## Demografía
Según la Oficina del Censo, en 2000 los ingresos medios de los hogares eran de $45,403 y los ingresos medios de las familias eran de $49,670. Los hombres tenían ingresos medios por $34,141 frente a los $22,309 que percibían las mujeres. Los ingresos per cápita eran de $20,902. Alrededor del 7% de la población estaba por debajo del umbral de pobreza.
De acuerdo con la estimación 2016-2020 de la Oficina del Censo, los ingresos medios de los hogares son de $64,770 y los ingresos medios de las familias eran de $76,455. Los ingresos per cápita en los últimos doce meses, medidos en dólares de 2020, son de $27,642. Alrededor del 12.8% de la población está por debajo del umbral de pobreza.